# آلسیز
آلسیز (انگلیسی: Allseas) شرکت خدمات نفت سوئیسی است، که در سال ۱۹۸۵ تأسیس شد.